# Jihad (EP)
Jihad es un EP de la banda estadounidense de nu metal OTEP, lanzado en el 2001.

## Canciones
Todas las canciones escritas por D. Aguilera, M. Bistany, W. Marsh, J. McGuire y Otep Shamaya.
1. "Possession" – 5:05
2. "The Lord Is My Weapon" – 3:40
3. "Germ" – 8:31
4. "Fillthee" – 3:29
5. "T.R.I.C." – 2:55

## Créditos
- Otep Shamaya - Vocalista
- "Evil" J. McGuire - Bajo, coros
- Tarver Marsh - Guitarra
- Matt "Spooky" Damon - Guitarra
- Mark "Moke" Bistany - Batería